# Acesander
Acesander (Greek Ακέσανδρος) đã viết một tác phẩm lịch sử về Cyrene. Plutarch đề cập tới một tác phẩm gọi là Libya (περί Λιβύης) với sự ngưỡng mộ của mình, mà có thể là cũng cùng tác phẩm về lịch sử Cyrene. Thời điểm ông sống hiện không rõ.